# Zeno Birolli
Zeno Birolli (Milano, 1939 – Sarzana, 1º marzo 2014) è stato un critico d'arte e scrittore italiano.

## Biografia
Zeno Birolli è stato docente all’Accademia di belle arti di Brera a Milano, ha avuto come allieva Chiara Tambani, curatore di mostre e autore di monografie. Aveva dedicato studi al Futurismo dando alle stampe le seguenti pubblicazioni nel 1971 “Gli scritti editi e inediti”, Feltrinelli, Milano,  nel 1983 “Umberto Boccioni. Racconto critico”, Einaudi, Torino e nel 2006 “Pittura e scultura futuriste”, Abscondita, Milano.
Nel 1978 aveva curato con Roberto Sambonet la monografia del padre dal titolo Renato Birolli edito da Feltrinelli, Milano.
Insieme ad Aldo Passoni aveva realizzato mostre personali di notevole importanza Galleria Civica di Torino dedicate nel 1968 a Osvaldo Licini, nel 1969 a Cy Twombly, nel 1972 a Gastone Novelli e Fausto Melotti.

## Opere
- Arte e fascismo in Italia e in Germania, Feltrinelli, Milano, 1974 (con Enrico Crispolti e Berthold Hinz)
- Letteratura-Arte miti del '900, Civica "C. Nigra" di Ivrea, 1979
- Umberto Boccioni. Racconto critico, Einaudi, 1983. ISBN 88-06-55665-7
- Sorbi tordi & nitidezze: arte in Italia dopo la metafisica, Jaca Book, 1983. ISBN 88-16-76003-6

Curatele
- Osvaldo Licini Errante, erotico eretico. Gli scritti letterari e tutte le lettere raccolti da Zeno Birolli, Feltrinelli, Milano, 1974
- Vittorio Sereni, Un posto di vacanza e altre poesie, con due scritti di Laura Barile e Giorgio Orelli, Milano, All'insegna del Pesce d'Oro, Scheiwiller, 1994, ISBN 88-444-1273-X.
- Renato Birolli: necropoli e paesaggio adriatico, "Foglietti" Corraini editore, 2000. ISBN 88-87942-06-4